# Mont Andromeda
El Mont Andromeda (en anglès Mount Andromeda) és una muntanya que s'alça fins als 3.450 msnm i que es troba dins el camp de gel Columbia, en la frontera entre els Parcs Nacionals de Baff i de Jasper, ambdós dins la província d'Alberta, Canadà. La muntanya es pot veure des de l'Icefields Parkway (# 93), prop de Sunwapta Pass, al sud-oest del Mont Athabasca.
El Mont Andromeda fou anomenat el 1938 per Rex Gibson, expresident del Club Alpí del Canadà, en record d'Andròmeda, la muller de Perseu.
Hi ha nombroses rutes per caminar i escalar el mont Andromeda. La ruta Skyladder és la més popular d'elles.